# U klinču
U klinču srbijanska je televizijska serija autora Aljoše Ćeranića i Miloša Avramovića koja se prikazuje na kanalu RTS 1 od 29. kolovoza 2022.
U Hrvatskoj serija se premijerno prikazuje na streaming platformi Voyo od 8. prosinca 2023.

## Radnja
Dvadesetogodišnjak Aljoša Kovač na životnoj prekretnici pokušava da balansira između očekivanja svoga oca Velje, ambicija svoje majke Mire, vlastitih teško ostvarivih ambicija i ljubavi kojoj se bliži kraj.

## Pregled serije
Prva sezona je premijerno prikazana na RTS 1 od 29. kolovoza do 10. listopada 2022., dok u Hrvatskoj serija se počela prikazivati na streaming platformi Voyo od 8. prosinca 2023. do 6. siječnja 2024. Na kanalu RTL Adria se prikazivala od 1. lipnja do 30. lipnja 2024.
Druga sezona u Srbiji se prikazivala od 30. ožujka do 15. svibnja 2023., a u Hrvatskoj na streaming platformi Voyo prikazana je od 8. siječnja do 6. veljače 2024. Na kanalu RTL Adria se prikazivala od 1. srpnja do 30. srpnja 2024.
Treća sezona sa prikazivanjem na RTS-u je krenula 8. travnja 2024.
| Sezona | Epizoda | Srpsko prikazivanje | Srpsko prikazivanje | Voyo               | Voyo              | RTL Adria           | RTL Adria           |
| Sezona | Epizoda | Premijera           | Finale              | Premijera          | Finale            | Premijera           | Finale              |
| ------ | ------- | ------------------- | ------------------- | ------------------ | ----------------- | ------------------- | ------------------- |
| 1.     | 30      | 29. kolovoza 2022.  | 10. listopada 2022. | 8.prosinca 2023.   | 6. siječnja 2024. | 1. lipnja 2024.     | 30. lipnja 2024.    |
| 2.     | 30      | 30. ožujka 2023.    | 15. svibnja 2023.   | 8. siječnja 2024.  | 6. veljače 2024.  | 1. srpnja 2024.     | 30. srpnja 2024.    |
| 3.     | 30      | 8. travnja 2024.    | 20. svibnja 2024.   | 25. kolovoza 2024. | još traje         | Još nije najavljeno | Još nije najavljeno |

## Glumačka postava
- Mihajlo Veruović kao Aljoša Kovač
- Nikola Kojo kao Velja Kovač
- Branka Katić kao Mira Kovač
- Anita Ognjanović kao Milica Kovač
- Đorđe Mišina kao Filip Antonijević
- Svetlana Bojković kao Anka
- Matija Ilić kao Simke
- Marina Pavlović kao Iskra
- Sergej Trifunović kao Toma
- Ivana Zečević kao Vanja Antonijević
- Nebojša Dugalić kao Jakov Antonijević
- Teodor Vinčić kao Maki Domac
- Miloš Petrović kao Tadija

## Snimanje
Snimanje serije počelo je u 1. ožujka 2022., najavljeno je to na konferenciji gdje je serija predstavljena s kupa sa glavnom glumačkom postavom. Snimalo se na raznim lokacijama unutar Beograda, scene iz kafića "Trst" su snimane unutar kafića "Garaža" u Beogradu. Snimanje prve sezone trajalo je tri mjeseca. 14. prosinca 2022. krenulo je snimanje druge sezone, a trajalo je do ožujka 2023. Treća sezona krenula je sa snimanjem  23. svibnja, a trajalo je sve do 1. rujna 2023.

## Vanjske poveznice
- Službena stranica na Instagramu
- U klinču u internetskoj bazi filmova IMDb-a